# イッツ・オンリー・ア・ペーパー・ムーン
「イッツ・オンリー・ア・ペーパー・ムーン」（原題：It's Only a Paper Moon）は、ハロルド・アーレンが作曲し1933年に出版した流行歌。作詞はエドガー・イップ・ハーバーグとビリー・ロウズによる。もともとブロードウェイで上演されたコニー・アイランドを舞台とした「グレイト・マグー（でっかいパイ、もしくは大馬鹿者、の意）」というタイトルの演劇のために作られた曲だった。その後、同じ1933年に映画『当って砕けろ』（Take a Chance）の中で使用された。この時にポール・ホワイトマンのオーケストラが演奏し、ペギー・ヒーリーが歌った録音がヒットした。しかし、第二次世界大戦末期にエラ・フィッツジェラルドやナット・キング・コール・トリオが録音したヴァージョンが有名になったことで、この曲の評価は不動のものとなった。多くのジャズ演奏家達の即興演奏のための格好の材料となったのである。
1973年にアカデミー賞を受賞した映画『ペーパー・ムーン』の中でポール・ホワイトマン・オーケストラの録音が使用されたことがきっかけとなって、再びこの曲に注目が集まった。また、この曲は、『スタートレック:ディープ・スペース・ナイン』の第7シーズン第10話（同シリーズ通算第160話）のタイトル（邦題「ペーパームーンに抱れて－戦争の影パート2」）にもなっている。なおこの第10話の中で、ジェイムズ・ダレンがこの曲を歌っている。
横溝正史の『病院坂の首縊りの家』の中で主要な登場人物が属するジャズ・コンボによって歌唱つきで演奏されており、映画版でも桜田淳子によって歌われている。
この曲の歌詞の一部が、村上春樹の『1Q84』の中でテーマとして使用されている。

## この曲を録音したアーティスト
| - Peter Appleyard （英語） - ハロルド・アーレン - カウント・ベイシー - トニー・ベネット - アート・ブレイキー - Peter Bocage （英語） - Les Brown （英語） - デイヴ・ブルーベック - ジューン・クリスティ - ロウズマリー・クルーニー - ナット・キング・コウル - ナタリー・コウル - ビング・クロスビー - ボビー・ダーリン - ジェイムズ・ダレン - マイルス・デイヴィス - サミー・デイヴィスJr. - Dion & the Belmonts （英語） - クリフ・エドワーズ - エラ・フィッツジェラルドとインク・スポッツ | - The Four Freshmen （英語） - エロル・ガーナー - マーヴィン・ゲイ - ディジー・ガレスピー - ベニー・グッドマン - デクスター・ゴードン - "The Other Side of Round Midnight" (1985) （英語） - ベティ・グレイブル - ステファン・グラッペリ - アル・グレイ & J・J・ジョンソン - ライオネル・ハンプトン - エドガー・イップ・ハーバーグ - コウルマン・ホーキンス - ウディ・ハーマン - アール・ハインズ - スタン・ケントン - アンドレ・コステラネッツ - ジーン・クルーパ - ウテ・レンパー - ジョニー・マティス - ポール・マッカートニー | - Vaughn Monroe （英語） - Red Nichols （英語） - ハリー・ニルソン - Over the Rhine （英語） - Reg Owen （英語） - レス・ポール Trio - オスカー・ピーターソン - The Pied Pipers （英語） - Jim Reeves （英語） - ジャンゴ・ラインハルト - バディ・リッチ - ジョージ・シアリング - フランク・シナトラ - バーブラ・ストライサンド - アート・テイタム - ジェームス・テイラー - メル・トーメ - ルーファス・ウェインライト - Paul Whiteman Orchestra （英語） - Lee Wiley （英語） - 美空ひばり |

## 参照
1. ↑  It's Only a Paper Moon at jazzstandards.com
2. ↑  美空ひばり ペイパー・ムーン(美空ひばり 公式YouTubeチャンネル)